# Сара Блейклі
Са́ра Тре́лівен Бле́йклі (27 лютого 1971, Клірвотер, Флорида, США) — американська підприємиця-мільярдерка, філантропка та стендап-комікеса. Засновниця Spanx, компанії одягу, що створює панчохи та легінси. У 2012 році була відмічена в щорічному списку 100 найвпливовіших людей у світі журналу Time
. У 2014 зайняла 93-ю сходинку в рейтингу найвпливовіших жінок у світі за версією Forbes.

## Раннє життя
Сара Блейклі народилася 27 лютого 1971 року в Клірвотер, штат Флорида, в родині художниці й адвокатки Еллен (до шлюбу Форд) та Джона Блейклі.

 У неї є брат, художник Форд Блейклі.
Відвідувала в Клірвотер середню школу і закінчила державний університет Флориди, де була учасницею студентського об'єднання в Північній Америці Delta Delta Delta.

## Кар'єра
Початкові плани стати адвокаткою змінив низький бал вступного тесту в юридичній школі; замість цього Блейклі отримала роботу Walt Disney World в Орландо, штат Флорида, де працювала три місяці. У цей період вона також періодично працювала стенд-комікесою.
Після короткого перебування в Діснеї Блейклі прийняла роботу в офісі компанії Danka, де продавала факсимільні машини «від дверей до дверей».
Вона була успішною в продажах і отримала підвищення кваліфікації до національної тренерки з продажу у віці 25 років. Блейклі мусила носити колготки в гарячому кліматі Флориди заради своєї посади. Її не влаштовував вигляд ступні у взутті з відкритими носками, але сподобалось, що модель-контролер усунула трусики і зробила її тіло міцнішим. Для участі в приватній вечірці вона експериментувала з колготками, зменшуючи їх довжину до шортів для носіння під новими брюками. (оригінальні штани зараз закріплені в штаб-квартирі Spanx).

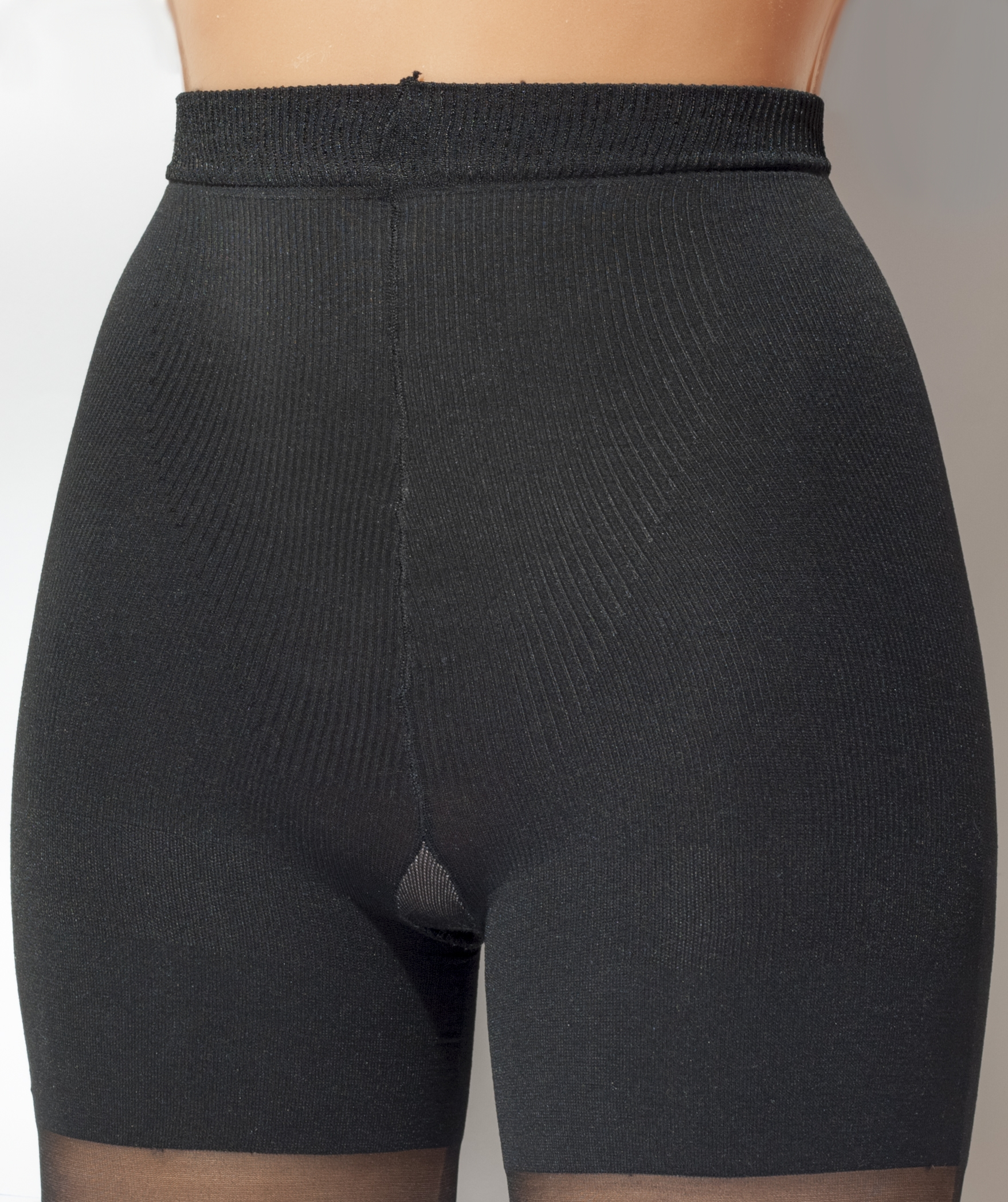
Spanx створює колготки Super Super Sheers

У 27 років Блейклі переїхала до Атланти (штат Джорджія), витративши наступні два роки і заощадивши 5000 доларів на дослідження та розробку своєї ідеї удосконалення панчішно-шкарпеткових виробів.
Потім Блейклі заїхала до Північної Кароліни, де розташовано більшість американських панчішно-шкарпеткових заводів, щоб представити свою ідею. Їй відмовляв кожен представник; ці компанії звикли мати справу з усталеними компаніями, і не бачили цінності її ідеї. Через два тижні після повернення додому Блейклі отримала дзвінок від зацікавленого представника компанії, що базується в Ашеборо, штат Північна Кароліна, який запропонував підтримати її концепцію, оскільки отримав сильне заохочення від своїх трьох дочок. Блейклі в 2011 році пояснила, що досвід розробки ідеї також показав їй, що галузь виготовлення панчішно-шкарпеткових виробів контролювали виключно чоловіки, які не користувалися продукцією, яку вони виробляли.
Створення початкового прототипу продукту було завершене протягом року.
Потім Блейклі повернулась до патентного повіреного, щоб доопрацювати свою заявку до її подання в Відомство з патентів і товарних знаків США (USPTO), і він погодився допомогти їй на суму 750 доларів США. Після подання онлайн-заявки вона працювала над пакуванням свого товару.
Блейклі використала свою кредитну картку для придбання торгової марки Spanx на вебсайті USPTO за 150 доларів США.
Вона домовилася про зустріч з представником Neiman Marcus Group, на якій перевдяглася в присутності покупця Neiman Marcus, щоб довести переваги своєї інновації. Продукт Блейклі був проданий у семи магазинах Неймана Маркуса в результаті зустрічі; незабаром пішли Bloomingdales, Saks та Bergdorf Goodman.  Приблизно в цей час Блейклі надіслала кошик продуктів у телевізійну програму Опри Вінфрі з подарунковою карткою, в якій було пояснено, що вона розробляє.
Спочатку Блейклі займалася всіма аспектами бізнесу, включаючи маркетинг, логістику та позиціонування товарів, віддаючи перевагу розташуванню Spanx поряд із взуттям у торгових точках, а не в секціях панчішно-шкарпеткових виробів. Її хлопець звільнився з роботи і приєднався до ведення бізнесу. Блейклі контактувала з друзями та знайомими, в тому числі з дитинства та студентських років, і просила їх шукати її продукцію у вибраних універмагах в обмін на чек, який вона надішле їм поштою на знак вдячності.
У листопаді 2000 року Опра Вінфрі назвала Spanx «улюбленою річчю», що сприяло значному зростанню популярності та продажів, а також призвело до відставки Блейклі з Danka.  У перший рік Spanx досяг 4 мільйонів доларів США, а наступного року — 10 мільйонів доларів. У 2001 році Блейклі підписала контракт з торговим каналом QVC  та продала 8000 пар за перші шість хвилин роботи.
У жовтні 2013 року Блейклі пояснила, що її амбіції — створити найкомфортніше в світі взуття на високому підборі до виходу на пенсію. Станом на 2014 рік вона булв внесена Forbes до рейтингу наймогутніших жінок світу, в якому посіла 93-ю сходинку.
З 2015 року Блейклі є співвласницею баскетбольної команди «Атланта Гокс» разом з мільярдером Тоні Ресслером.

## Atlanta Hawks
У 2015 році Сара Блейклі та її чоловік Джессі Іцлер були частиною групи, яку очолювали Тоні Ресслер разом із Грантом Гіллом, Стівеном Прайсом та Ріком Шналлом, який успішно придбав Атланта Гокс за 850 мільйонів доларів США.

## Телебачення
У 2005 році Сара Блейклі здобула друге місце як учасниця реалістичного телевізійного серіалу The Rebel Billionaire, де познайомилася з Річардом Бренсоном, який згодом підтримав її в починаннях як підприємиці та меценатки. Пізніше вона знялася як одна з суддів реалістичного телевізійного серіалу ABC American Inventor поряд з Джорджем Форманом, Патом Кроче та Пітером Джонсом.
Блейклі була запрошеною інвесторкою у кількох серіях у сезонах 9 та 10 «Shark Tank».
Вона також з'явилася в дуже короткому камео на «Елмслі Корт», в 12 серії 3-го сезону.

## Благодійність
У 2006 році Сара Блейклі запустила Фонд Сари Блейклі (англ. The Sara Blakely Foundation) для жінок, які мають бажання здобути освіту та займатись підприємництвом. Блейклі розглядала можливість створення некомерційного фонду ще до заснування Spanx. Річард Бренсон виступив наставником Блейклі і надав їй чек у розмірі 750 000 доларів США для створення Фонду.

Від заснування Фонд Сари Блейклі фінансував стипендії для молодих жінок у Громадському кампусі громади та Індивідуального розвитку в Південній Африці , а Блейклі з'явилася на шоу Опри Вінфрі у 2006 році, пожертвувавши 1 мільйон доларів США Академії лідерства Опри Вінфрі для дівчат. У 2013 році Блейклі стала першою жінкою-мільярдеркою, яка приєдналася до «Клятви дарування» Білла Гейтса та Воррена Баффетта, завдяки чому найбагатші люди світу дарують принаймні половину свого багатства на благодійність.
У 2019 році Сара Блейклі брала участь у благодійному аукціоні і заплатила 162 500 доларів за чорні штани, які носила Олівія Ньютон-Джон у кінострічці «Мастило». 

## Особисте життя
У 2008 році Сара Блейклі одружилася з Джессі Іцлером, співзасновником Marquis Jet, в Gasparilla Inn Historic District в Бока-Гранде, штат Флорида, США.  Пара познайомилася на турнірі Net Jet Poker і зустрічалася рік до заручин.  На весіллі були присутні актор Метт Деймон і співачка Олівія Ньютон-Джон. Спільно вони виховують чотирьох дітей.  Вони часто говорять на конференціях та заходах разом про бізнес та спосіб життя. Блейклі сповідує юдаїзм

.